# 安田純治
安田 純治（やすだ じゅんじ、1931年（昭和6年）8月4日 - ）は日本の政治家、弁護士。衆議院議員（無所属）を2期務めた。日本国民救援会福島県本部会長。

## 来歴
福島県出身。古河地方航空機乗務員養成所中退後、1950年（昭和25年）に松川事件の救援活動に加わった経験から法律を学び、1964年（昭和39年）に弁護士を開業する。弁護士となってからも松川国賠訴訟弁護団に参加し、事件の究明に力を注ぐ。
1976年の衆院選で旧福島1区から出馬し初当選を果たす。議員当選後は日本共産党・革新共同に属した。当選2回。